# Csíkos álszajkó
A csíkos álszajkó (Grammatoptila striatus) a madarak osztályának verébalakúak (Passeriformes) rendjébe és a Leiothrichidae családjába tartozó Grammatoptila nem egyetlen faja.

## Rendszerezése
A fajt Nicholas Aylward Vigors ír zoológus írta le 1831-ben, a Garrulus nembe Garrulus striatus néven. Besorolása vitatott, egyes szervezetek jelenleg is ide sorolják.

## Alfajai
- Grammatoptila striatus cranbrooki (Kinnear, 1932)
- Grammatoptila striatus sikkimensis (Ticehurst, 1924)
- Grammatoptila striatus striatus (Vigors, 1831)
- Grammatoptila striatus vibex Ripley, 1950

## Előfordulása
Dél- és Délkelet-Ázsiában, Bhután, Kína, India, Mianmar és Nepál területén honos.
Természetes élőhelyei a szubtrópusi vagy trópusi síkvidéki és hegyi esőerdők és cserjések. Állandó, nem vonuló faj.

## Megjelenése
Testhossza 29,5–34 centiméter, testtömege 123–148 gramm.
|  |

## Életmódja
Rovarokkal, bogyókkal és magvakkal táplálkozik.

## Természetvédelmi helyzete
Az elterjedési területe nagy, egyedszáma ugyan csökken, de még nem éri el a kritikus szintet. A Természetvédelmi Világszövetség Vörös listáján nem fenyegetett fajként szerepel.